# Kevenli, İpekyolu
Kevenli là một xã thuộc huyện İpekyolu, tỉnh Van, Thổ Nhĩ Kỳ. Dân số thời điểm năm 2011 là 2.611 người.